# Misery FR

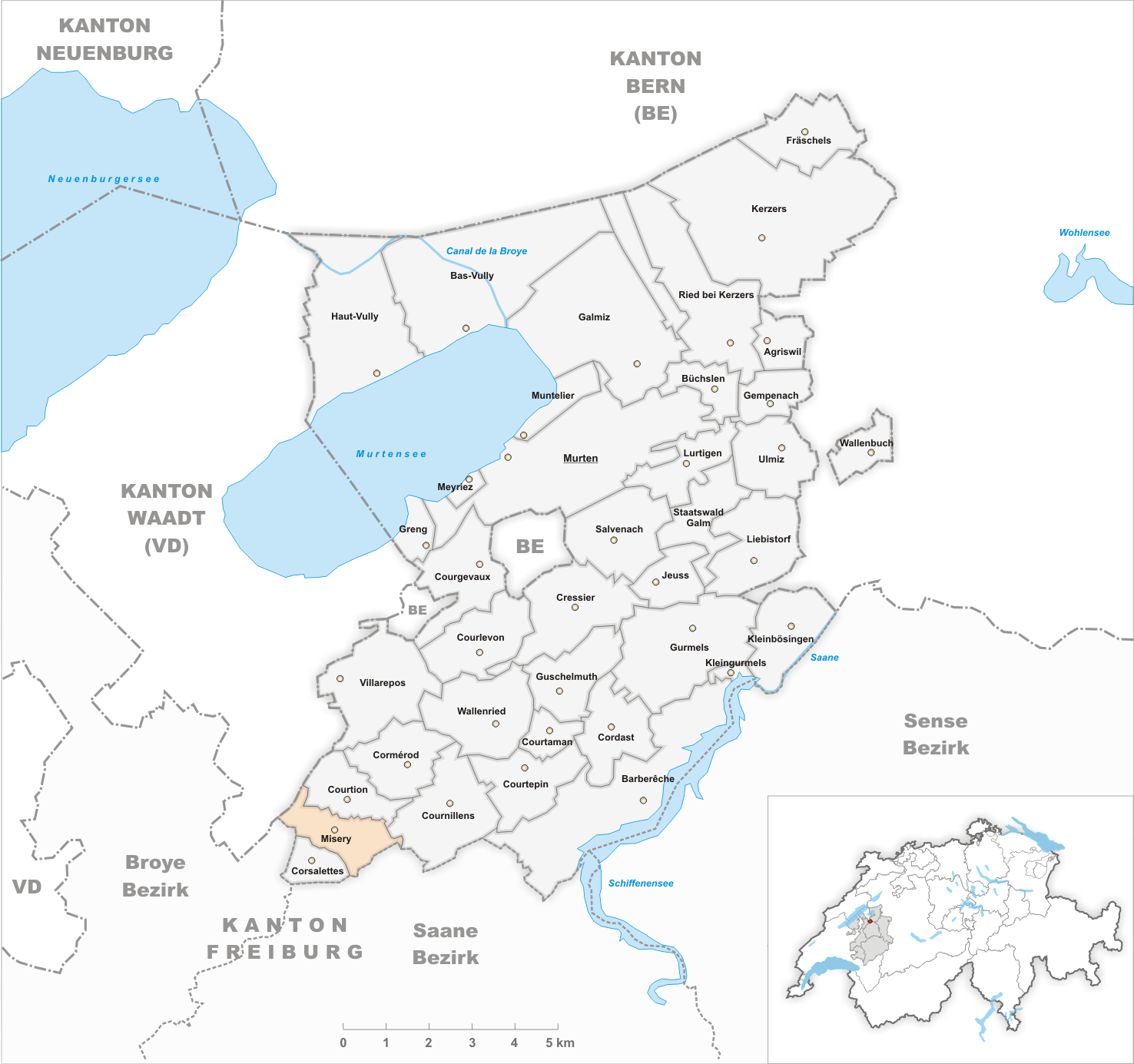
Gemeindestand vor der Fusion am 1. Januar 1997

Misery ist ein Ort in der politischen Gemeinde Misery-Courtion im Seebezirk (französisch: District du Lac) des Kantons Freiburg in der Schweiz. Bis Ende 1996 war Misery eine eigene Gemeinde.

## Gemeindefusion
Am 1. Januar 1997 wurde die Gemeinde mit den ehemaligen Gemeinden Cormérod, Cournillens und Courtion zur Gemeinde Misery-Courtion fusioniert.